# Herkules II av Este
Herkules II av Este, född 1508, död 1559, var en monark (hertig) i Ferrarra, Modena och Reggio. Han var hertig från 1534 till sin död den 3 oktober 1559. Herkules var son till Alfonso I av Este och Lucrezia Borgia. 